# Claygate
Claygate – wieś w Anglii, w hrabstwie Surrey, w dystrykcie Elmbridge. Leży 23 km na południowy zachód od centrum Londynu. Miejscowość liczy 6492 mieszkańców.